# Calomyscus elburzensis
Calomyscus elburzensis là một loài động vật có vú trong họ Calomyscidae, bộ Gặm nhấm. Loài này được Goodwin mô tả năm 1938.